# Deepstaria
Deepstaria is een geslacht van schijfkwallen uit de familie van de Ulmaridae.

## Soorten
- Deepstaria enigmatica Russell, 1967
- Deepstaria reticulum Larson, Madin & Harbison, 1988